# Ben Nevis
Ben Nevis  (tiếng Gael Scotland: Beinn Nibheis, phát âm [peˈɲivəʃ]) là núi cao nhất ở Quần đảo Anh, tọa lạc ở Scotland. Với độ cao 1.346 mét (4.414 ft) trên mực nước biển, nó nằm ở cuối phần phía tây của dãy Grampia tại khu vực Lochaber của vùng Highland, gần với thị trấn Fort William.
Đây cũng là một điểm đến phổ biến, thu hút khoảng 100.000 người leo núi mỗi năm, và khoảng ba phần tư số này dùng đường Pony Track từ Glen Nevis. Vách đá 700 mét (2.300 ft) là một trong những vách cao nhất Scotland.